# 藤原武良自
藤原武良自（日语：／ Fujiwara no Muraji，？—？）是日本奈良時代貴族，藤原南家右大臣藤原豊成的長子，從二位右大臣藤原繼繩（追贈正一位）、從四位上參議藤原乙繩和從三位中納言藤原繩麻呂（追贈正二位大納言）之兄。官位為從五位下丹後守

## 生涯
天平勝寶6年（754年），武良自成為從五位下，就任左京亮。同年11月，他出任畿内巡察使。天平勝寶9年（757年）5月，武良自叔父藤原仲麻呂獲任命為紫微內相，掌握實權，而一直以來以右大臣身份擔當首席太政官的父親藤原豊成則逐漸失勢，同年6月，武良自改任伯耆守，出任地方官。最終同年7月爆發的橘奈良麻呂之亂中，武良自的父親豐成遭到連坐而被罷免右大臣職務，左遷為大宰員外帥。
天平寶字3年（759年），得勢的仲麻呂，其子藤原真先、藤原訓儒麻呂（升至從四位下）和藤原朝狩（正五位下），失勢的武良自只能轉任丹後守，繼續地方官的工作。
天平寶字5年（761年），長野公足就任丹後守，可見武良自在任期尚未結束前便辭去丹後守職務。其後，《六國史》再沒有武良自出任官職的紀錄，《尊卑分脈》則指出武良自改名良因，因此推斷有可能當時已經出家。

## 官歷
- 天平勝寶6年（754年）
  - 正月16日：從五位下
  - 4月5日：左京亮
  - 11月1日：畿内巡察使（日语：巡察使）
- 天平勝寶9年（757年）6月16日：伯耆守
- 天平寶字3年（759年） 11月5日：丹後守

## 家族
- 父：藤原豊成（日语：藤原豊成）
- 母：路蟲麻呂之女
- 妻：不詳
  - 男子：藤原長道（日语：藤原長道）
  - 男子：藤原長山